# غار تنگ گور
غار تنگ گور در شهرستان دالاهو، بخش مرکزی، دهستان حومه، ۲/۴ک متری شرق روستای چشمه سفید واقع شده و این اثر در تاریخ ۲۷ اسفند ۱۳۸۶ با شمارهٔ ثبت ۲۲۳۲۷ به‌عنوان یکی از آثار ملی ایران به ثبت رسیده است.